# 井伊亮寿
井伊 亮寿（いい あきとし）は、近江彦根藩主井伊家の一門で、藩主井伊直亮・直弼の甥。「亮」の字は伯父・直亮からの偏諱であり、家督相続の前には元服済みであったことが分かる。
井伊直中の六男で直弼の異母兄である井伊中顕の子。生母は家女の生駒吉雄の娘。嘉永5年（1852年）6月26日に父が死去したため、9月4日に跡を継いだ。以後は叔父・直弼の家臣として仕えた。